# Union Culturelle et Sportive des Travailleurs Port Autonome
Il Port Autonome è una squadra di calcio senegalese con sede a Dakar. Gioca le sue partite casalinghe nello Stadio Port Autonome.

## Piazzamenti
- 2009: 7th (Ligue 1)
- 2010: 8th (Ligue 1)
- 2011: 8th (Ligue 2)

## Palmarès
- Ligue 1 (Senegal): 3

1990, 1991, 2005.
- Coppa del Senegal: 1

2000.
- Senegal Assemblée Nationale Cup: 1

2000.